# 유무선융합
유무선융합(Fixed-Mobile Convergence, FMC)은 유선망과 무선망의 차이를 없애는 통신기술을 말한다. 하나의 단말기로 외부에서는 이동통신망을, 무선랜이 설치된 특정 지역에서는 사내 통신망으로 음성 인터넷 프로토콜을 사용할 수 있는 방식이다. 통신비용을 절감하고 전자우편, 메신저, 통합 메시징, 애플리케이션 등 UC 애플리케이션의 모바일화, 기타 기업용 데이터베이스 등과 연동, 다양한 부가 서비스를 제공하게 한다. 

## 같이 보기
- 융합기술